# Vanhszien híd
A Vanhszien híd, vagy Vanhszien-Jangce-híd (egyszerűsített kínai írással: 萬縣長江大橋, pinjin: Wànxiàn Chángjiang Dàqiáo, magyar átírás: Vanhszien), a világ legnagyobb beton ívhídja, Kínában, Csungking (Chongqing) Vancsou (Wanzhou) kerületében,  a Három-szurdok-gát (Szanhszia Taba (Sanxia Daba)) közelében. A Jangce (Chang Jiang) felett átívelő hidat 1995-ben kezdték el építeni és 1997-ben adták át a forgalomnak.

## Fekvése, adatai
A híd a Jangce folyót íveli át és Wanxian közlekedését hivatott segíteni. A híd teljes hossza 864.12 m. A kosárív hossza 420 m. A hídon vezet a G318 jelű Sanghaj (Shanghai)–Csangmu (Zhangmu) közötti főút 2x2 sávos szakasza, illetve egy gyalogút. A terhelést a vasbeton szerkezet középső íve viseli, amit a híd lábazatának ad át. A híd pillérek a part menti sziklába ágyazódnak. 1997-es átadásával 30 méterrel előzte meg az addigi legnagyobb horvátországi Krki híd ívnyílását, ezáltal megszerezve a világ legnagyobb beton ívhídja címet. Az építő a Highway and Bridge Co. of Sichuan Province volt.

## Fordítás
- Ez a szócikk részben vagy egészben  a   Wanxian-Brücke című német Wikipédia-szócikk ezen változatának fordításán alapul.  Az eredeti cikk szerkesztőit annak laptörténete sorolja fel. Ez a jelzés csupán a megfogalmazás eredetét és a szerzői jogokat jelzi, nem szolgál a cikkben szereplő információk forrásmegjelöléseként.